# Blutiger Herbst in Pelplin
Im blutigen Herbst (polnisch Krwawa jesień pelplińska) wurden 1939 fast das gesamte Domkapitel des Bistums Kulm sowie weitere katholische Geistliche aus Pelplin ermordet.

## Ereignisse
3. September bis 16. Oktober 1939

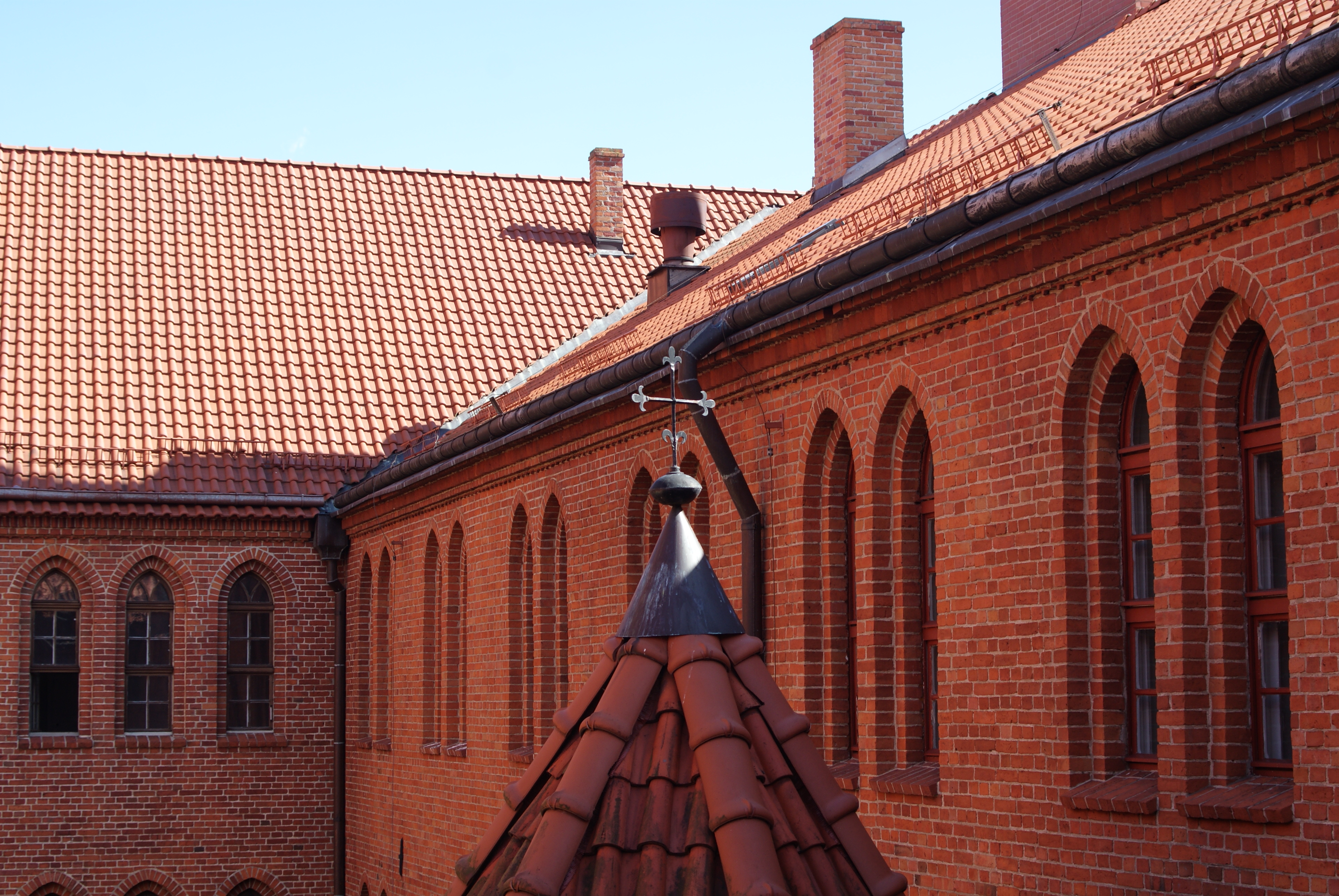
Kathedrale Pelplin

Am 3. September 1939 besetzte die deutsche Wehrmacht die Stadt Pelplin, zwei Tage nach dem Beginn des Überfalls auf Polen. Pelplin lag im ehemaligen Westpreußen, war aber überwiegend von polnischer Bevölkerung bewohnt. Dort befanden sich das Domkapitel des Bistums Kulm, der Sitz des Bischofs, ein Priesterseminar sowie das katholische Gymnasium Collegium Marianum, das vom Bistum mit unterhalten wurde.
Ab Mitte September wurden die ersten Geistlichen verhaftet (Maksymilian Raszeja), Der Redakteur Jerzy Chudziński wurde am 20. September ermordet, weitere zwei Geistliche am 16. Oktober.
20. Oktober 1939
Am 20. Oktober wurden alle noch in Pelplin verbliebenen Mitglieder des Domkapitels und Priester von Einheiten der SS und des Selbstschutzes verhaftet, insgesamt 21 Kleriker. Dem deutschen Domkanzler Walter Schütt war angeboten worden, den Ort zu verlassen, was dieser aber verweigerte. Den Verhafteten wurden die Wertsachen abgenommen. Sie wurden in Dreierreihen aus der Stadt in einen Wald getrieben und mussten dort Gräber ausheben. Danach wurden sie jedoch zurück in die Stadt beordert, möglicherweise befürchteten die Deutschen, dass eine Erschießung im Wald zu sichtbar für die Umgebung sein könnte. Die Gefangenen wurden in entwürdigender Weise über den Marktplatz der Stadt getrieben, mit Gewehrkolben geschlagen und mit Hunden gehetzt. Am Bahnhof wurden sie in einen Lastwagen gesetzt und in das nahegelegene Tczew (Dirschau) transportiert.
Dort wurden sie im Keller der ehemaligen Kaserne misshandelt. Noch am selben Abend wurden 16 von ihnen auf dem Kasernengelände erschossen.
In den folgenden Wochen wurden weitere Geistliche getötet.

## Ermordete Geistliche aus Pelplin
Im Herbst 1939 wurden insgesamt 24 Geistliche aus Pelplin ermordet, darunter fast das gesamte Domkapitel (8 Domherren und 2 Prälaten), mit den Direktoren des Priesterseminars und des Gymnasiums.
20. September 
- Jerzy Chudziński, Chefredakteur der katholischen Zeitschrift Pilgrzym (Der Pilger)

16. Oktober 
- Bolesław Dąbrowski, Prokurator des Priesterseminars, Päpstlicher Kammerherr
- Franciszek Baumgart, Dompoenitentiar

20. Oktober
- Juliusz Bartkowski, Dompropst, Offizial des Geistlichen Gerichts
- Paweł Kurowski, Direktor der Missionsangelegenheiten, Domkapitular
- Józef Roskwitalski, Rektor des Priesterseminars, Domkapitular
- Franciszek Różyński, Professor des Priesterseminars, Domkapitular
- Maksymilian Raszeja, Professor des Priesterseminars, Domkapitular
- Paweł Kirstein, Direktor des Gymnasiums Collegium Marianum, Domkapitular
- Bolesław Partyka, Visitator für mittlere Schulen, Domkapitular
- Jan Wiśniewski, Professor des Priesterseminars, Päpstlicher Kammerherr
- Alojzy Lewandowski, Propst der Parafie (Gemeindebezirk) Pelplin, Päpstlicher Kammerherr
- Walter Schütt, deutscher Kanzler der Diözesankurie, verweigerte eine Rettung
- Jan Jankowski, Domvikar
- Augustyn Dziarnowski, Domvikar
- Jan Zaremba, Professor am Gymnasium Collegium Marianum
- Jan Sielski, Professor am Gymnasium Collegium Marianum
- Józef Grajewski, Präfekt am Gymnasium Collegium Marianum
- Jan Bistram, Vikar der Parafie Pelplin

Oktober 
- Jan Bogdański, Professor am Gymnasium Collegium Marianum, genaues Datum unbekannt

28. Oktober 
- Jan Cyrankowski, Dompoenitentiar
- Tadeusz Malinowski, Notarius der Diözesankurie
- Paweł Glock, Notarius der Diözesankurie

2. November 
- Józef Smoczyński, Professor des Priesterseminars

Es überlebten
- Bischof Stanisław Okoniewski, war vorher geflohen
- Weihbischof Konstantyn Dominik, Domdekan, Generalvikar, überlebte zufällig
- Franz Sawicki, deutscher Dompropst, Päpstlicher Hausprälat, wurde gewarnt und gerettet

## Intelligenzaktion in Westpreußen 1939/40

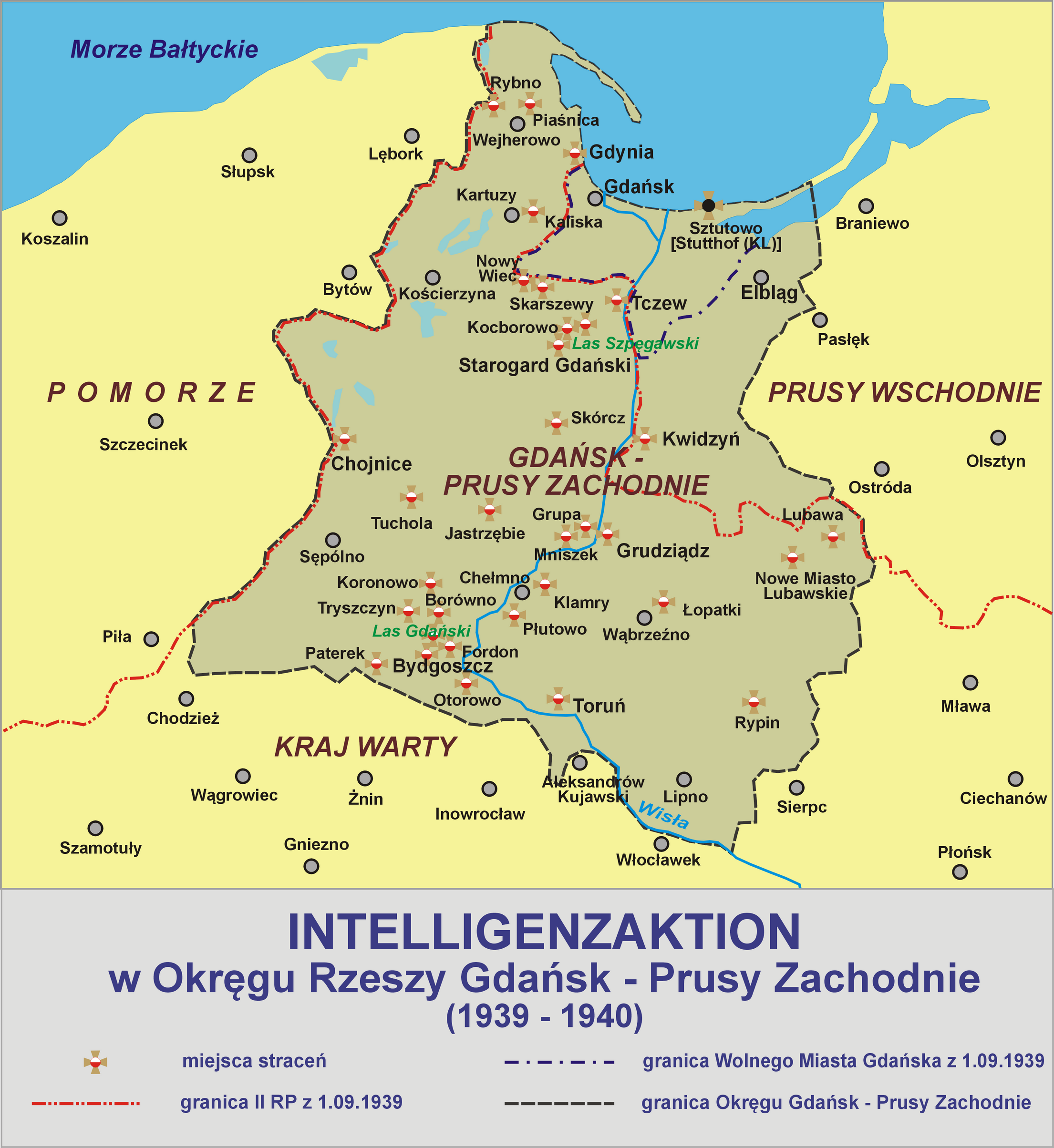
„Intelligenzaktion“ in Westpreußen

Die Ereignisse waren Teil der sogenannten Intelligenzaktion, die zum Ziel hatte, polnische Lehrer, Ärzte, Juristen, Priester, weitere Intellektuelle und andere führende Persönlichkeiten zu eliminieren. Diese galten als besonders wichtige Träger eines polnischen Nationalbewusstseins.
Vom Herbst 1939 bis zum Frühjahr 1940 wurden etwa 30.000 bis 40.000 von ihnen im ehemaligen Westpreußen getötet. Von den etwa 690 Priestern der Bistümer Danzig und Kulm wurden zwei Drittel verhaftet, die restlichen waren untergetaucht. Mindestens 214 von ihnen wurden getötet. Die meisten der danach Entlassenen wurden in das Generalgouvernement abgeschoben.

## Seit 1945

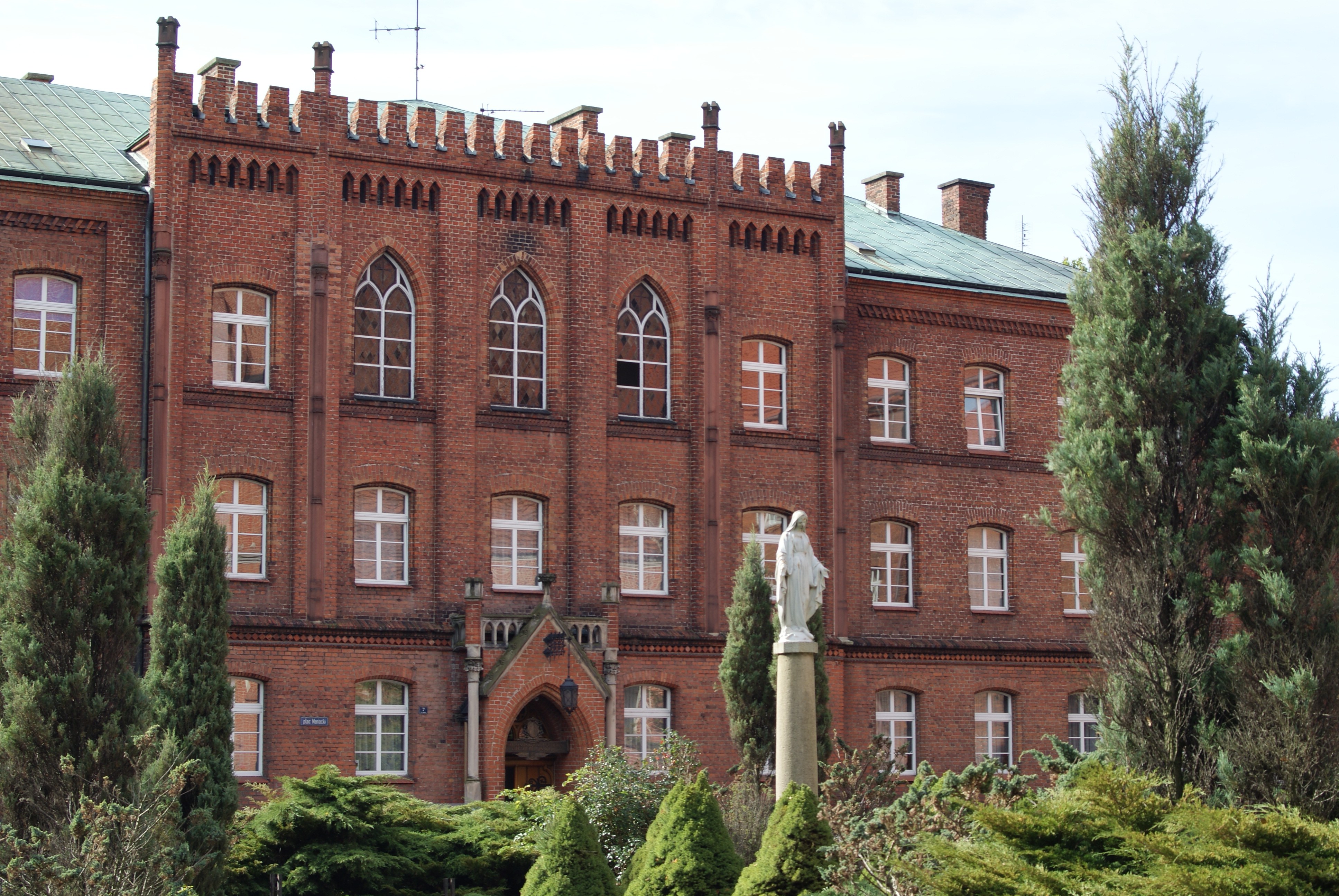
Priesterseminar Pelplin

Am 29. Oktober 1945 wurden die Überreste in Tczew gefunden. Am 15. November wurden sie in einem gemeinsamen Grab in Pelplin beigesetzt.
2003 wurde die Seligsprechung des Rektors des Priesterseminars Józef Rozkwitalski eingeleitet. 2009 wurde der Film Pelplińska jesień 1939 roku gezeigt.
Im Priesterseminar in Pelplin gibt es eine Erinnerungstafel mit den Namen der Priester.